# 1998 Titius
Titius (asteroide 1998) é um asteroide da cintura principal, a 2,2642601 UA. Possui uma excentricidade de 0,0641496 e um período orbital de 1 374,58 dias (3,76 anos).
Titius tem uma velocidade orbital média de 19,14841402 km/s e uma inclinação de 7,6383º.
Esse asteroide foi descoberto em 24 de Fevereiro de 1938 por Alfred Bohrmann.